# Клуб общественного собрания (Таганрог)
Клуб общественного собрания — таганрогский клуб общественного собрания для городской интеллигенции. Открыт в 1869 году. Находился в здании по ул. Греческой, 95 в городе Таганроге Ростовской области. В 1926 году в здании бывшего Общественного собрания разместилась школа № 4.

## История
В 1869 году в Таганроге был открыт Клуб общественного собрания для горожан дворянского сословия. За время своего существования Клуб несколько раз менял место своего размещения. С 1879 года клуб размещался в доме братьев Гайрабетовых, в июне 1907 года общество общественного собрания купило землю для строительства нового здания на углу Греческой улицы и Варвациевского переулка. Строительство оценивалось в сумму около ста тысяч рублей. К этому времени годовые доходы общественного клуба были такими: членские взносы — 3,3 тысячи рублей; доход от игры в карты — 7,7 тысяч; доход от игры в лото — 2,5 тысячи; штрафы — 3,5 тысячи, входная плата — 2 тысячи рублей. Общий доход составлял 20,5 тысяч рублей. Деньги тратились на пополнение библиотеки книгами и периодикой — 1,5 тысячи рублей; приобретение имущества — 1,4 тысячи; другие расходы — 4,4 тысячи рублей. Общие расходы составляли 18,3 тысячи рублей. Здание строилось в основном на средства от карточных игр. Так за один 1908 год доход от игры в карты составил двадцать четыре тысячи рублей, в 1909 году — пятнадцать тысяч.

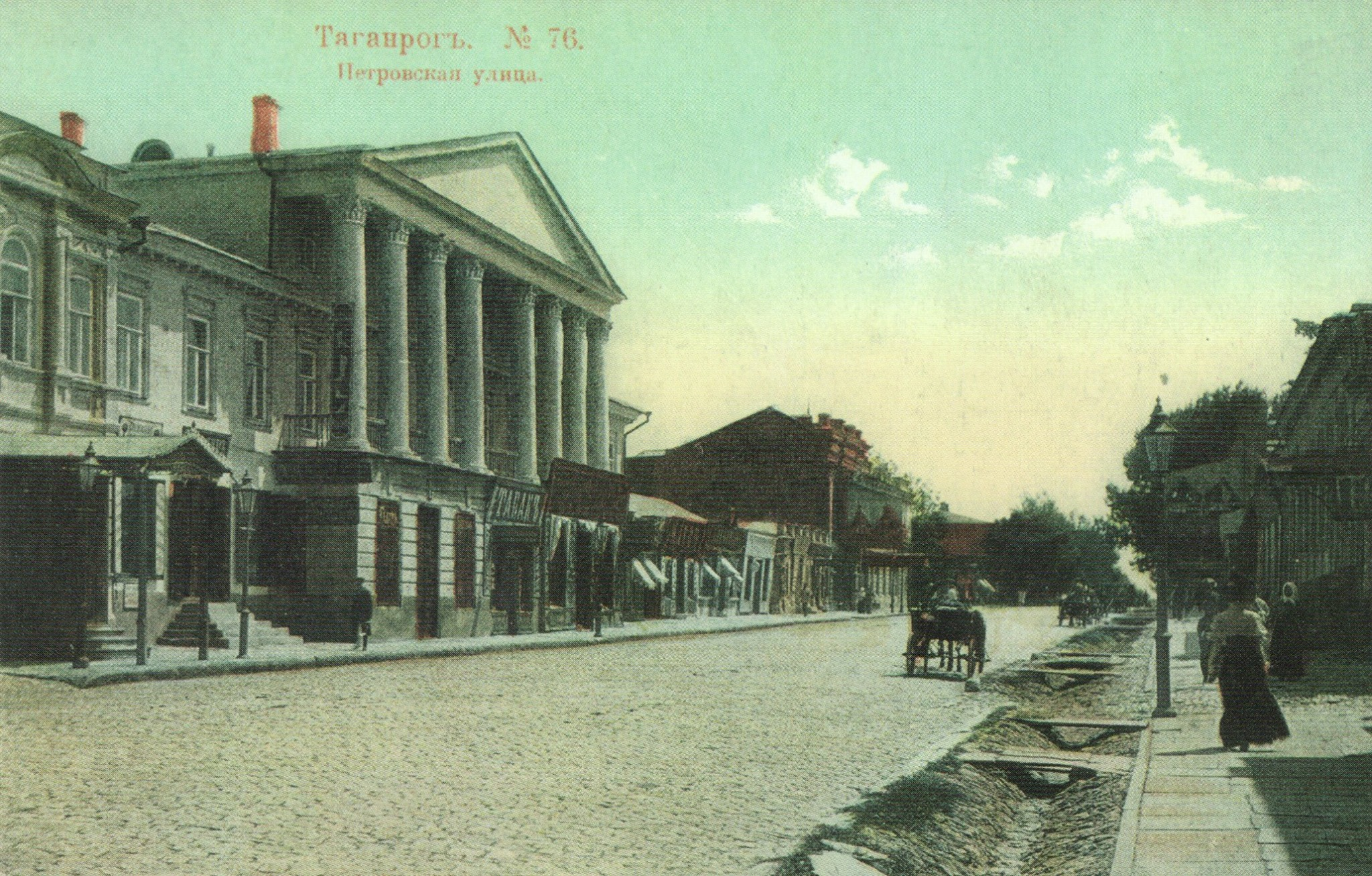
Дом Гайрабетовых

Здание строилось по проекту городского архитектора Эмерика. Строительство здания проходило с несчастными случаями. В одной из построенных комнат однажды обвалился железобетонный потолок. При этом пострадали трое рабочих. Комиссия определила, что причиной обвала была непродуманная конструкция здания — была мала глубина гнезд в стенах под металлические опоры.
Новый дом строился шесть лет. 29 декабря 1913 года состоялось его открытие. Здание освятил причт Греческой церкви, распорядителем клуба был  назначен старшина клуба А. Н. Ковалевский. В новом здании была длинная анфилада комнат, концертный зал, рассчитанный на восемьсот человек. На верхнем этаже было большая комната для игры в биллиард. Во двор выходила терраса.  Стоимость построенного здания составляла около шестидесяти четырех тысяч рублей. К 1913 году в членах общественного клуба состояло четыреста человек. Начиная с 1913 года в здании клуба стали устраиваться концерты, танцевальные вечера и маскарады, игры в карты, лото и др. Карточная игра в клубе не преследовалась. При клубе был большой читальный зал, который получал все русские периодические издания и газеты, закупал периодику и на европейских языках.

## Здание
На углу Греческой улицы и правой стороны нынешнего Лермонтовского переулка, на месте дома 95 по улице Греческой в середине XIX века стоял одноэтажный домик, который посещали по вечерам нуждающиеся мужчины. Затем на этом месте для купчихи Аргирии Скараманга был сооружен небольшой дом, ценой в одну тысячу рублей.
В начале XX века здание находилось в собственности двух владельцев — Аргиры Скараманга и таганрогского купца Александра Викторовича Виктешмаера. Купец был женат на Розалии Викторовне. Александр Викторович имел паровую мельницу и паровую баню на Александровской улице. В 1885 году в семье родился сын Павел. Скончался Александр Викторович в 1911 году, оставив большое состояние. Его сыну инженеру-технологу Адольфу в свое время принадлежали дома на Александровской улице 118 и 120,  страховое агентство на Гоголевском переулке. Адольф Александрович умер в декабре 1916 года.
В 1907 году клуб Общественного собрания купил здание купца Виктешмаера на слом и после его сноса приступил к постройке нового большого дома. Здание строилось шесть лет.
В мае 1926 года в новое здание бывшего Общественного собрания была переведена школа №4, ранее размещавшаяся на улице Чехова.
Во время Великой Отечественной войны при немецкой оккупации, здание было подожжено и полностью сгорело. В 1947 году здание было отдано под строительный техникум, а в конце 1950-х годов здание вновь отошло школе, ныне лицей № 4.

## Архитектура
Здание на улице Греческой 95 стоит на неровной местности с уклоном в сторону Греческой улицы. Первый этаж здания с прямоугольными окнами рустован. Окна на втором этаже полуциркульные с сандриками. Здание имеет опоясыващией карниз, венчающий карниз, пилястры по краям здания. Парадный подъезд выполнен со стороны Лермонтовского переулка и имеет длинный навес с металлическими колоннами. Здание имеет несколько пристроек разной высоты и архитектуры.